# Lassen (Schiff, 2001)
Die USS Lassen (DDG-82) ist ein Zerstörer der Arleigh-Burke-Klasse. Die United States Navy benannte das Schiff nach Clyde Everett Lassen, einem Marineflieger, der im Vietnamkrieg für die Rettung von abgestürzten Kameraden die Medal of Honor erhielt.

## Geschichte
DDG-82 wurde 1995 in Auftrag gegeben und im August 1998 bei Ingalls Shipbuilding auf Kiel gelegt. Nach knapp über einem Jahr Bauzeit lief der Zerstörer im Oktober 1999 vom Stapel und wurde getauft. Die Lassen wurde im April 2001 nach den Werfterprobungsfahrten offiziell in Dienst gestellt.
Ihre erste Verlegung begann die Lassen 2003, sie war ein Begleitschutzschiff für den Träger Carl Vinson. Im westlichen Pazifik ersetzte die Kampfgruppe die eigentlich dort stationierte Kitty Hawk, die Überholungsarbeiten durchführte. Ab 2005 wurde die Lassen selbst in Yokosuka stationiert. 2006 nahm das Schiff an der Übung Valiant Shield 2006 teil. Im September 2007 wurde ein gemeinsames Manöver (Pacific Eagle) der russischen Marine im Nordpazifik durchgeführt, an der u. a. die Zerstörer RFS Admiral Panteleyev (548) und die Lassen teilnahmen. 2008 verlegte die Lassen wieder mit der Kitty Hawk und nahm mit dem Träger im April an einem Hafenbesuch in Hongkong teil.
Ende März 2010 wurde der Zerstörer eingesetzt, um nach Überlebenden von Bord der Cheonan zu suchen. Das südkoreanische Schiff war nach offiziellen Untersuchungen vor der nordkoreanischen Küste torpediert worden, ein nordkoreanisches U-Boot soll den Angriff durchgeführt haben. Im Juli 2010 nahm der Zerstörer an der Seite der George Washington zusammen mit südkoreanischen Kräften an der Übung Invincible Spirit teil. Nach dem Bombardement von Yeonpyeong verlegte der Zerstörer wiederum an der Seite der George Washington ins Gelbe Meer.
Ende Oktober 2015 kreuzte der Zerstörer demonstrativ vor den Spratly-Inseln im Südchinesischen Meer und zeigte damit, dass die USA den chinesischen Anspruch auf ein Hoheitsgebiet um diese Inseln nicht anerkennen.